# Dorothea von Törne
Dorothea von Törne (* 1948 in Berlin) ist eine deutsche Journalistin, Lektorin  und Autorin.

## Leben
Dorothea von Törne studierte Germanistik und Anglistik an der Humboldt-Universität zu Berlin. Sie war als Verlagslektorin und Literaturjournalistin tätig, unter anderem für die Neue Zeit und den Tagesspiegel, und gab verschiedene Lyrik-Anthologien heraus. Sie publiziert  Beiträge über deutschsprachige und internationale Lyrik und Prosa in überregionalen und regionalen Zeitungen, Zeitschriften und  Literaturperiodika. 2001 veröffentlichte sie unter dem Titel Einfach wirklich leben eine Biographie über die Schriftstellerin Brigitte Reimann.
Für ihr Lebenswerk –  „die Ausdauer ihrer Beschäftigung mit Lyrik, ihr unabhängiges Auswählen und Urteilen sowie ihre Fähigkeit, mit einer beweglichen Sprache Poesie zu vermitteln“ – erhielt Dorothea von Törne 2010 den Alfred-Kerr-Preis für Literaturkritik.
Sie ist Mitglied des PEN-Zentrums Deutschland und lebt in Berlin.

## Veröffentlichungen
als Autorin
- Brigitte Reimann – Einfach wirklich leben. Eine Biographie. Aufbau-Taschenbuch-Verlag, Berlin 2001, ISBN 3-7466-1652-2.

als Herausgeberin
- Vogelbühne. Gedichte im Dialog. Verlag der Nation, Berlin 1983.
- Theodor Fontane: Ja, das möcht' ich noch erleben. Gedichte. 2. Aufl. Verlag der Nation, Berlin 1991, ISBN 3-373-00072-6  (EA 1986; und mit einem Nachwort versehen).
- Komm lies, geh sprich. Gedichte im Dialog. Union Verlag Berlin 1989, ISBN 3-372-00207-5.

## Auszeichnungen
- 2010: Alfred-Kerr-Preis